# 洪堡 (德国)
洪堡（德語：Homburg，發音：[ˈhɔmbʊʁk] ⓘ，發音：[ɔ̃buʁ]）是德国萨尔兰州萨尔普法尔茨县的城市，也是萨尔普法尔茨县的县治，面积82.61平方千米，2023年12月31日人口为42,498人。